# Флаже-Эшезо
Флаже́-Эшезо́ (фр. Flagey-Echézeaux) — коммуна во Франции, находится в регионе Бургундия. Департамент коммуны — Кот-д’Ор. Входит в состав кантона Нюи-Сен-Жорж. Округ коммуны — Бон. Код INSEE коммуны — 21267.
Вторая часть топонима, добавленная к названию села Флаже в XIX века, отсылает к близлежащему винограднику Эшезо — одному из самых прославленных в Бургундии.

## Население
Население коммуны на 2010 год составляло 499 человек.
| 1962 | 1968 | 1975 | 1982 | 1990 | 1999 | 2010 |
| ---- | ---- | ---- | ---- | ---- | ---- | ---- |
| 261  | 236  | 320  | 430  | 448  | 494  | 499  |

## Экономика
В 2010 году среди 310 человек трудоспособного возраста (15—64 лет) 226 были экономически активными, 84 — неактивными (показатель активности — 72,9 %, в 1999 году было 69,9 %). Из 226 активных жителей работали 220 человек (118 мужчин и 102 женщины), безработных было 6 (2 мужчин и 4 женщины). Среди 84 неактивных 30 человек были учениками или студентами, 38 — пенсионерами, 16 были неактивными по другим причинам.